# Ричи, Дональд (журналист)
Дональд Ричи (англ. Donald Richie; 17 апреля 1924 года, Лайма, Огайо — 19 апреля 2013 года, Токио) — американский журналист, киновед и кинорежиссёр, специалист по японской культуре.

## Биография
В годы Второй мировой войны служил офицером и врачом на пароходах «Либерти». В 1947 году впервые приехал в Японию с оккупационной армией. Занимался там журналистикой, в основном писал о кино для газеты Stars and Stripes. В 1948 году познакомился с Ясудзиро Одзу. В 1953 году получил степень бакалавра в Колумбийском университете. Вернувшись в Японию, писал о кино в ежедневной газете The Japan Times. В 1959 году опубликовал в соавторстве первую англоязычную монографию о японском кинематографе. Ему принадлежат английские субтитры в фильмах Куросавы «Тень воина», «Красная борода», «Сны». В 1965 году опубликовал книгу «Фильмы Акиры Куросавы», которую индийский кинорежиссёр Сатьяджит Рей очень высоко оценил и назвал самой «щедрой» из книг созданных о кино. Снял ряд экспериментальных фильмов. Служил куратором отдела кино в Нью-Йоркском музее современного искусства (1969—1972). В 1988 году был приглашён на пост директора Теллурайдского кинофестиваля.
Бегло говорил по-японски, но свободно читать и писать не умел.

## Книги
- The Honorable Visitors. Charles E Tuttle, 1949
- Essays in Contemporary American Literature, Drama and Cinema. Hayakawa Shobo, 1950 (на яп. яз.)
- Six Kabuki Plays. Hokuseido Press, 1953 (в соавторстве)
- This Scorching Earth. Charles E. Tuttle, 1956
- Eight American Authors. Kenkyusha, 1956
- Японское кино: искусство и производство/ The Japanese Film: Art and Industry. Princeton UP, 1959 (переизд. 1983, в соавторстве)
- Japanese Movies. Japan Travel Bureau, 1961
- Фильмы Акиры Куросавы/ The Films of Akira Kurosawa. University of California Press, 1965
- Японское кино, иллюстрированная история/ The Japanese Movie. An Illustrated History. Kodansha Ltd, 1965
- The masters’ book of Ikebana: background and principles of Japanese flower arrangement, edited by Donald Richie & Meredith Weatherby; with lessons by the masters of Japan’s three foremost schools. Bijutsu Shuppansha, 1966
- Erotic Gods Phallicism in Japan. Shufushinsha, 1966
- Companions of the Holiday. Weatherhill, 1968
- George Stevens: An American Romantic. New York, The Museum of Modern Art, 1970.
- Одзу, его жизнь и фильмы/ Ozu: His Life and Films. University of California Press, 1977
- Японская татуировка/ The Japanese Tattoo. Weatherhill, 1980 (в соавторстве)
- Zen Inklings: Some Stories, Fables, Parables, and Sermons (Buddhism & Eastern Philosophy). Weatherhill, 1982
- Вкус Японии/ A Taste Of Japan. Kodansha Intl. Ltd., 1985
- Different People: Pictures of Some Japanese. Kodansha Inc, 1987
- В фокусе — Расёмон/ Focus on Rashomon. Rutgers University Press, 1987
- Introducing Tokyo. Kodansha Inc, 1987
- Introducing Japan. Kodansha International, 1987
- Японское кино: стиль и национальный характер/ Japanese Cinema: Film Style and National Character. Oxford UP, 1990
- Japanese Cinema: An Introduction. Oxford UP, 1990
- A Lateral View: Essays on Culture and Style in Contemporary Japan. Stone Bridge Press, 1992
- The Inland Sea. Kodansha International, 1993
- Храмы Киото/ The Temples of Kyoto. Tuttle Publishing, 1995
- Partial Views: Essays on Contemporary Japan. Japan Times, 1995
- Tokyo. Reaktion Books, 1999
- Memoirs of the Warrior Kumagai: A Historical Novel. Tuttle Publishing, 1999
- Токио: образ города/ Tokyo: A View of the City. Reaktion Books, 1999
- The Donald Richie Reader: 50 Years of Writing on Japan. Stone Bridge Press, 2001
- The Inland Sea. Stone Bridge Press, 2002 (переизд. 2010)
- The Image Factory: Fads and Fashions in Japan. Reaktion Books, 2003 (в соавторстве)
- Japanese Literature Reviewed. ICG Muse, 2003
- A View from the Chuo Line and Other Stories. Printed Matter Press, 2004
- Токийские ночи/ Tokyo Nights. Printed Matter Press, 2005
- Japanese Portraits: Pictures of Different People (Tuttle Classics of Japanese Literature). Tuttle Publishing, 2006
- A Tractate on Japanese Aesthetics. Stone Bridge Press, 2007
- Botandoro: Stories, Fables, Parables and Allegories: A Miscellany. Printed Matter Press, 2008

## Фильмография
- Small Town Sunday (1941)
- A Sentimental Education (1953)
- Aoyama Kaidan (1957)
- Shu-e (1958)
- Wargames (1962)
- Atami Blues (1962), саундтрек Тору Такемицу
- Life (1965)
- Boy With Cat (1967)
- Dead Youth (1967)
- Five Philosophical Fables (1967)
- Nozoki Monogatari (1967)
- Cybele (1968
- A Doll (1968)
- A Couple (1968)
- Khajuraho (1968)
- Akira Kurosawa (1975)
- The Inland Sea (1992, сценарий)

## Публикации на русском языке
- Поцелуй в Японии // Мир по-японски. СПб., 2000, с. 79-83.
- Одзу. М.: Новое литературное обозрение, 2014

## О Дональде Ричи
- Sneaking In. Donald Richie’s Life in Film. Directed by Brigitte Prinzgau-Podgorschek, Navigator Film Produktion/Peter Stockhaus Filmproduktion, GmbH, Vienna, 2002
- Klaus Volkmer, Olaf Möller. Ricercar fuer Donald Richie. Taschenbuch, 1997

## Признание
- Премия Национального общества кинокритиков США (1971).
- Премия Азиатского Совета по культуре (1993).
- Премия Японского фонда (1995).